# Domiziano Rossi
Domiziano Rossi (Gênova, 13 de maio de 1865 — São Paulo, 24 de outubro de 1920) foi um arquiteto ítalo-brasileiro.

## Carreira
Atuante na cidade de São Paulo no início do século XX. Associado ao escritório de Ramos de Azevedo, Rossi, foi o responsável pela elaboração do projeto do Palácio das Indústrias. Com colaboração de Cláudio Rossi (com quem não tinha nenhum grau de parentesco, a despeito do nome) no projeto do Teatro Municipal de São Paulo. Também foi coautor do projeto da Pinacoteca do Estado de São Paulo. Foi também professor do Liceu de Artes e Ofícios de São Paulo por 25 anos.